# Cissus erosa
Cissus erosa är en vinväxtart som beskrevs av L.C. Rich.. Cissus erosa ingår i släktet Cissus och familjen vinväxter.

## Underarter
Arten delas in i följande underarter:
- C. e. erosa
- C. e. linearifolia